# アントニ・リマ
トニ・リマ（Toni Lima）ことアントニ・リマ・ソラ（Antoni Lima Solá, 1970年9月22日 - ）は、スペイン・バルセロナ出身の元サッカー選手。元アンドラ代表である。ポジションはDF（センターバック）。

## 経歴
レアル・マドリードの下部組織で短期間プレーした後、RCDエスパニョールの下部組織に移り、プリメーラ・ディビシオン（1部）のトップチームで2試合に出場した。1992年にセグンダ・ディビシオン（2部）のパラモスCFに移籍して3シーズン過ごしたが、パラモスは1994-95シーズン終了後に最下位でセグンダ・ディビシオンB（3部相当）降格となった。1995年にセグンダ・ディビシオンのポリデポルティーボ・アルメリアに移籍して2シーズン過ごし、その後のキャリアはセグンダ・ディビシオンB以下のカテゴリーでプレーした。1998年にはポルトガル・リーガ・デ・オンラ（2部）のウニオン・マデイラに移籍したが、ほとんど出場機会がなく、チームも3部降格となった。この3年後にはギリシャ・スーパーリーグのイオニコスFCに移籍したが、目立った活躍をすることなく退団した。38歳となった2008年、SEエイビッサ・イビサでのプレーを最後に現役引退し、エイビッサ・イビサのフットボールディレクターに就任した。
1997年にアンドラ代表デビューし、2009年までの12年間に64試合に出場した。2009年6月10日、ウェンブリー・スタジアムで行われた2010 FIFAワールドカップ・ヨーロッパ予選・イングランド戦(0-6)にキャプテンとして出場し、この試合がアンドラ代表として最後の試合となった。

## 家族
弟のイルデフォンス・リマもディフェンダーとしてプレーするアンドラを代表するサッカー選手である。イオニコスでは兄弟そろってプレーした。

## 所属クラブ
- 1990-1991  レアル・マドリードB
- 1991-1992  RCDエスパニョール
- 1992-1995  パラモスCF
- 1995-1996  UDアルメリア
- 1996-1997  レアル・ムルシア
- 1997-1998  ポリデポルティーボ・アルメリア
- 1998-1999  ウニオン・マデイラ
- 1999-2000  オンティニエンテCF
- 2000-2001  CFガバ
- 2001-2002  イオニコスFC
- 2002-2004  CFガバ
- 2004-2006  パラモスCF
- 2006-2008  SEエイビッサ・イビサ